# Mistrovství světa v basketbalu mužů 1954
2. mistrovství světa  v basketbalu proběhlo v dnech 22. října – 5. listopadu v Rio de Janeiru v Brazílii.
Turnaje se zúčastnilo dvanáct týmů rozdělených do čtyř tříčlenných skupin, z nichž první dva postoupili do finálové skupiny, kde se hrálo o medaile. Týmy, které v základních skupinách skončily na třetím místě hrály o 9. - 12. místo. Šampionátu se nezúčastnila družstva Sovětského svazu a Maďarska, kterým brazilská vláda odmítla vydat vstupní víza. Mistrem světa se stalo družstvo USA.

## Výsledky a tabulky

### Základní skupiny

#### Skupina A
|    |          | BRA   | PHI   | PAR   | V | P | Skóre   | B |
| 1. | Brazílie | ***   | 99:62 | 61:52 | 2 | 0 | 160:114 | 4 |
| 2. | Filipíny | 62:99 | ***   | 64:52 | 1 | 1 | 126:141 | 3 |
| 3. | Paraguay | 52:61 | 52:64 | ***   | 0 | 2 | 104:125 | 2 |

 Filipíny -  Paraguay 64:52 (26:27)
23. října 1954 - Rio de Janeiro

 Brazílie -  Filipíny 99:63 (44:22)
24. října 1954 - Rio de Janeiro

 Brazílie -  Paraguay 61:52 (33:17)
25. října 1954 - Rio de Janeiro

#### Skupina B
|    |        | USA   | CAN   | PER   | V | P | Skóre   | B |
| 1. | USA    | ***   | 59:37 | 73:51 | 2 | 0 | 132:88  | 4 |
| 2. | Kanada | 37:59 | ***   | 68:58 | 1 | 1 | 105:117 | 3 |
| 3. | Peru   | 51:73 | 58:68 | ***   | 0 | 2 | 109:141 | 2 |

 Kanada -  Peru 68:58 (33:28)
23. října 1954 - Rio de Janeiro

 USA -  Kanada 59:37 (33:18)
24. října 1954 - Rio de Janeiro

 USA -  Peru 73:51 (24:26)
25. října 1954 - Rio de Janeiro

#### Skupina C
|    |            | URU    | FRA   | YUG    | V | P | Skóre   | B |
| 1. | Uruguay    | ***    | 58:46 | 55:52p | 2 | 0 | 113:98  | 4 |
| 2. | Francie    | 46:58  | ***   | 67:60  | 1 | 1 | 113:118 | 3 |
| 3. | Jugoslávie | 52:55p | 60:67 | ***    | 0 | 2 | 112:122 | 2 |

 Uruguay -  Jugoslávie 55:52pp (23:23, 51:51)
24. října 1954 - Rio de Janeiro

 Francie -  Jugoslávie 67:60 (33:26)
25. října 1954 - Rio de Janeiro

 Uruguay -  Francie 58:46 (34:15)
26. října 1954 - Rio de Janeiro

#### Skupina D
|    |           | TAI   | ISR   | CHI   | V | P | Skóre   | B |
| 1. | Tchaj-wan | ***   | 49:45 | 66:68 | 1 | 1 | 115:113 | 3 |
| 2. | Izrael    | 45:49 | ***   | 55:49 | 1 | 1 | 100:108 | 3 |
| 3. | Chile     | 68:66 | 49:55 | ***   | 1 | 1 | 117:121 | 3 |

 Tchaj-wan -  Izrael 49:45 (25:27)
24. října 1954 - Rio de Janeiro

 Chile -  Tchaj-wan 68:66 (27:28)
25. října 1954 - Rio de Janeiro

 Izrael -  Chile 55:49 (18:25)
26. října 1954 - Rio de Janeiro

### Finálová skupina
|    |           | USA   | BRA   | PHI   | FRA    | TAI   | URU   | CAN   | ISR    | V | P | Skóre   | B  |
| 1. | USA       | ***   | 62:41 | 56:43 | 70:49  | 72:28 | 64:59 | 84:50 | 74:30  | 7 | 0 | 482:300 | 14 |
| 2. | Brazílie  | 41:62 | ***   | 57:41 | 49:36  | 61:44 | 60:45 | 82:67 | 68:46  | 6 | 1 | 418:341 | 13 |
| 3. | Filipíny  | 43:56 | 41:57 | ***   | 66:60  | 48:38 | 67:63 | 83:76 | 90:56  | 5 | 2 | 438:406 | 12 |
| 4. | Francie   | 49:70 | 36:49 | 60:66 | ***    | 58:48 | 57:49 | 66:62 | 45:48p | 4 | 3 | 371:392 | 11 |
| 5. | Tchaj-wan | 28:72 | 44:61 | 38:48 | 48:58  | ***   | 62:67 | 74:61 | 51:38  | 2 | 5 | 345:405 | 9  |
| 6. | Uruguay   | 59:64 | 45:60 | 63:67 | 49:57  | 67:62 | ***   | 66:67 | 50:43  | 2 | 5 | 422:446 | 9  |
| 7. | Kanada    | 50:84 | 67:82 | 76:83 | 62:66  | 61:74 | 67:66 | ***   | 50:43  | 2 | 5 | 433:498 | 9  |
| 8. | Izrael    | 30:74 | 46:68 | 56:90 | 48:45p | 38:51 | 69:73 | 43:50 | ***    | 1 | 6 | 330:451 | 8  |

 Kanada -  Izrael 50:43 (33:22)
27. října 1954 - Rio de Janeiro

 Francie -  Uruguay 57:49 (23:22)
27. října 1954 - Rio de Janeiro

 Brazílie -  Tchaj-wan 61:44 (32:26)
27. října 1954 - Rio de Janeiro

 USA -  Filipíny 56:43 (25:22)
27. října 1954 - Rio de Janeiro

 Kanada -  Uruguay 67:66 (35:29)
28. října 1954 - Rio de Janeiro

 Brazílie -  Izrael 68:46 (31:20)
28. října 1954 - Rio de Janeiro

 USA -  Francie 70:49 (32:21)
28. října 1954 - Rio de Janeiro

 Filipíny -  Tchaj-wan 48:38 (21:21)
29. října 1954 - Rio de Janeiro

 Brazílie -  Kanada 82:67 (43:22)
29. října 1954 - Rio de Janeiro

 USA -  Uruguay 64:59 (30:26)
29. října 1954 - Rio de Janeiro

 Filipíny -  Izrael 90:56 (37:30)
30. října 1954 - Rio de Janeiro

 Francie -  Tchaj-wan 58:48 (27:22)
30. října 1954 - Rio de Janeiro

 USA -  Kanada 84:50 (47:30)
30. října 1954 - Rio de Janeiro

 Brazílie -  Filipíny 57:41 (25:23)
31. října 1954 - Rio de Janeiro

 Uruguay -  Tchaj-wan 67:62 (28:33)
31. října 1954 - Rio de Janeiro

 Izrael -  Francie 48:45pp (21:17, 43:43)
31. října 1954 - Rio de Janeiro

 Filipíny -  Kanada 83:76 (41:35)
1. listopadu 1954 - Rio de Janeiro

 USA -  Tchaj-wan 72:28 (31:11)
1. listopadu 1954 - Rio de Janeiro

 Brazílie -  Francie 49:36 (25:14)
1. listopadu 1954 - Rio de Janeiro

 Uruguay -  Izrael 73:69 (32:31)
3. listopadu 1954 - Rio de Janeiro

 Tchaj-wan -  Kanada 74:61 (29:29)
3. listopadu 1954 - Rio de Janeiro

 Filipíny -  Francie 66:60 (25:23)
3. listopadu 1954 - Rio de Janeiro

 USA -  Izrael 74:30 (36:20)
4. listopadu 1954 - Rio de Janeiro

 Brazílie -  Uruguay 60:45 (24:23)
4. listopadu 1954 - Rio de Janeiro

 Francie -  Kanada 66:62 (27:32)
4. listopadu 1954 - Rio de Janeiro

 Tchaj-wan -  Izrael 51:38 (27:12)
5. listopadu 1954 - Rio de Janeiro

 Filipíny -  Uruguay 67:63 (32:32)
5. listopadu 1954 - Rio de Janeiro

 USA -  Brazílie 62:41 (35:19)
5. listopadu 1954 - Rio de Janeiro

### O 9. - 12. místo
|     |            | PAR   | CHI   | YUG    | PER    | V | P | Skóre   | B |
| 9.  | Paraguay   | ***   | 60:57 | 67:62  | 66:58  | 3 | 0 | 193:177 | 6 |
| 10. | Chile      | 57:60 | ***   | 70:62  | 52:48  | 2 | 1 | 179:170 | 5 |
| 11. | Jugoslávie | 62:67 | 62:70 | ***    | 86:84p | 1 | 2 | 210:221 | 4 |
| 12. | Peru       | 58:66 | 48:52 | 84:86p | ***    | 0 | 3 | 190:204 | 3 |

 Chile -  Jugoslávie 70:62 (35:25)
29. října 1954 - Rio de Janeiro

 Paraguay -  Peru 66:58 (28:34)
30. října 1954 - Rio de Janeiro

 Jugoslávie -  Peru 86:84pp (39:44, 81:81)
31. října 1954 - Rio de Janeiro

 Paraguay -  Chile 60:57 (22:30)
1. listopadu 1954 - Rio de Janeiro

 Paraguay -  Jugoslávie 67:62 (37:28)
3. listopadu 1954 - Rio de Janeiro

 Chile -  Peru 52:48 (30:25)
4. listopadu 1954 - Rio de Janeiro

## Statistiky

### All stars
- Carlos Loyzaga
- Kirby Minter
- Oscar Moglia
- Zenny de Azevedo
- Wlamir Marques

### Nejlepší střelci
| Poř. | Nejlepší střelci  | Body |
| ---- | ----------------- | ---- |
| 1.   | Oscar Moglia      | 168  |
| 2.   | Carl Ridd         | 164  |
| 3.   | Carlos Loyzaga    | 148  |
| 4.   | Kirby Minter      | 100  |
| 4.   | Amaury Pasos      | 100  |
| 6.   | Doug Gresham      | 98   |
| 7.   | Ángelo Bonfietti  | 97   |
| 7.   | Abraham Schneior  | 97   |
| 9.   | Jean-Paul Beugnot | 96   |
| 10.  | Wlamir Marques    | 95   |

### Soupisky
1.  USA
| - Donald Penwell - James Kirby Minter - Richard Retherford - Richard Waine Gott | - William Bill Johnson - Joseph Stratton - Earl Allen Kelley - Forrest Hamilton | - Kendal Sheets - Bertram Jr. Born - Solomon Edward |

2.  Brazílie
| - Zenny De Azevedo - Helio Pereira - Marques Wlamir - Angelo Bonifetti - Almir De Almeida | - Bombarda Wilson - Jamil Gedeao - Alfredo Da Motta - Thales Monteiro - Mayr Facci | - Jose De Carli - Amaury Pasos - Mario Fonseca - Fausto Rasga |

3.  Filipíny
| - Lauro Mumar - Francisco Rabat - Napolon Flores - Mariano Palentino - Francisco Benjamon | - Rafael Barreto - Ponciano Saldana - Florentino Batista - Ramon Manulat | - Rayani Amador - Antonio Genato - Carlos Loyzaga |

4.  Francie
| - Roger Haudegand - Robert Zagury - Robert Monclar - Jacques Freimuller - Jean Perniceni | - Henri Rey - Roger Antoine - Henri Grange - Jacques Dessemme - Andre Buffiere | - Louis Bertorelli - Paul Sclupp - Jean Paul Beugnot - Yves Gominon |

5.  Tchaj-wan
| - Hoo Chapen - Ling Jinghuan - Tong Suet Fong - Wang Yihjiun | - Ng Yneton - Joachim Poon - Edward Lee | - Yao Jaoquin - James Yat - Lai Lan Kang |

6.  Uruguay
| - Martin Lara - Enrique Balino - Hector Costa - Nelson Demarco - Carlos Rosello | - Julio Cesar Gully - Adesio Lombardo - Roberto Lovera - Sergio Matto - Raul Mera Ebers | - Oscar Aldo Moglia - Hector Garcia - Manuel Usher - Omar Zubillaga |

7.  Kanada
| - Carl Ridd - Mike Spack - Roy Burkett - George Delkers | - Ralph Watts - Andy Spack - Doug Gresham | - Ken Callis - Herb Olafson - Wally Parobec |

8.  Izrael
| - Abraham Shaneir - Afri Zekharya - Daniel Moshe - Reuven Fecher | - Alfred Cohen - Tavin Israel - Szymon Shelah - Yehuda Gafni | - Ralph Ram - Marcel Hefez - Azriel Luboshitz - Dan Erez |

9.  Paraguay
| - Antonio Zapattini - Reinaldo Calcena - Antonio Coscia - Gustavo Bendlin | - Oswaldo Mongelos - Francisco Yegros - Ruben Olavarrieta - Frederico Abente | - Jose Gorostiaga - Jorge Bogado - Aristides Isusi - Oscar Amarilla |

10.  Chile
| - Juan Carmona - Victor Badria - Hernan Abarca - Wehbi Saloman - Dante Portella | - Milenko Karzulovic - Raul Urra Da Forno - Juan Ostoic - Emilio Lopez | - Antonio Osses Torres - Rolando Harismendy - Pedro Araya Zavala |

11.  Jugoslávie
| - Bogdan Muller - Mirko Marjanovič - Milan Bjegojevič - Djordje Andrijasevič | - Lajoš Engler - Djordje Konjovič - Dragan Godzič - Milan Blagojevič | - Aleksandar Blaškovič - Boris Kristančič - Vilmos Loči - Borislav Čurčič |

12.  Peru
| - Alvaro Castro - Lucioni Amalfi - Jose Chocano - Rodolfo Salas - Eduardo Fiestas | - Hernan Sanchez - Jose Vizcarra - Virgilio Drago Burga - Victor Obando | - Guillermo Toro - Aurelio Moreira - Jorge Ferreyeros - Isac Loveday |

### Konečné pořadí
| 2.               | Mistrovství světa 1954 | Z | V | P | Skóre   | B  |
| ---------------- | ---------------------- | - | - | - | ------- | -- |
| Zlatá medaile    | USA                    | 9 | 9 | 0 | 614:388 | 18 |
| Stříbrná medaile | Brazílie               | 9 | 8 | 1 | 578:456 | 17 |
| Bronzová medaile | Filipíny               | 9 | 6 | 3 | 565:557 | 15 |
| 4.               | Francie                | 9 | 4 | 5 | 484:510 | 13 |
| 5.               | Tchaj-wan              | 9 | 3 | 6 | 460:518 | 12 |
| 6.               | Uruguay                | 9 | 4 | 5 | 535:544 | 13 |
| 7.               | Kanada                 | 9 | 3 | 6 | 538:615 | 12 |
| 8.               | Izrael                 | 9 | 2 | 7 | 430:549 | 11 |
| 9.               | Paraguay               | 5 | 3 | 2 | 297:302 | 8  |
| 10.              | Chile                  | 5 | 3 | 2 | 296:291 | 8  |
| 11.              | Jugoslávie             | 5 | 1 | 4 | 322:343 | 6  |
| 12.              | Peru                   | 5 | 0 | 5 | 299:345 | 5  |